# Vladimir Bekhterev
Vladimir Mikhaïlovitch Bekhterev ou Bechterew (en russe : Владимир Михайлович Бехтерев), né le 1er février 1857 à Sorali près de Kirov et mort le 24 décembre 1927 à Moscou, est un neurologue, neurophysiologiste et psychiatre russe.

## Carrière (résumé)
Il fit ses études à l'Académie médicale de Saint-Pétersbourg où il obtint son doctorat en 1881 avec une thèse consacrée aux relations possibles entre la température corporelle et certaines maladies mentales. Il fut élevé la même année au grade de Privatdozent de neurologie et de psychiatrie et se vit accorder une bourse d'études et de recherches à l'étranger.
Il se rendit d'abord à Leipzig où il collabora avec le physiologiste Wilhelm Wundt, le fondateur de la psychologie expérimentale et avec le neurologue Paul Flechsig. Il rendit ensuite visite à Theodor Meynert à Vienne, puis alla travailler à Berlin chez Carl Westphal et Emil du Bois-Reymond et reçut enfin à Paris l'enseignement de Charcot.
Après ce long voyage d'étude européen, il devint professeur de psychiatrie à l'université d'État de Kazan et revint par la suite à l'Académie médicale de Saint-Pétersbourg où il fut nommé en 1908 directeur de l'Institut de psychoneurologie, qui a par la suite été renommé en son honneur.
Vladimir Bekhterev mourut empoisonné en 1927 à l'âge de 70 ans. On se demande s’il ne fut pas assassiné sur l'ordre de Staline après avoir diagnostiqué chez lui une paranoïa sévère deux jours plus tôt. Quelques années plus tard, le procureur en chef de Staline, Andreï Vychinski, donna à un tribunal l’ordre de condamner à mort le fils de Bekhterev et d'envoyer sa famille dans un camp.
Bekhterev est enterré au cimetière Volkovo de Moscou. 

## Travaux
Ses recherches en neurobiologie ont principalement porté sur l'anatomie du cerveau et les réflexes conditionnels. 
Il fut l'un des principaux partisans de la théorie du comportement. Indépendamment de Pavlov il développa une théorie du réflexe conditionnel, après avoir étudié aussi bien les réflexes innés que les réflexes acquis.
Sur le plan neuro-anatomique, il a décrit un grand nombre de structures du tronc cérébral dont la formation réticulée. 
Il décrit également la voie spino-cerebelleuse ventrale (qui porte parfois le nom de colonne de Bechterew), qui véhicule la sensibilité proprioceptive inconsciente des membres, jusqu'au paleocerebellum. 
Par ailleurs, dans une publication de 1900, il propose que les hippocampes du lobe temporal participent de façon essentielle à la mémoire, après avoir étudié le cerveau d'un patient devenu amnésique à la suite de la destruction bilatérale de ces structures. Ces résultats seront négligés jusqu'aux travaux de Brenda Milner sur le patient H.M. en 1957. 

## Éponymie
Bekhterev fut l'un des premiers à décrire la spondylarthrite ankylosante, une affection rhumatologique inflammatoire de la colonne vertébrale. L'éponymie « Maladie de Bekhterev » (Morbus Bechterew) est peu usitée en France mais répandue partout ailleurs. On parlait encore il y a quelques décennies de maladie de Bekhterev-Marie-Strümpell, pour rappeler que d'autres auteurs que Bekhterev avaient participé à sa description.